# Wabua aberdeen
Wabua aberdeen är en spindelart som beskrevs av Davies 2000. Wabua aberdeen ingår i släktet Wabua och familjen Amphinectidae.
Artens utbredningsområde är Queensland. Inga underarter finns listade i Catalogue of Life.